# يوليوس أدلر (أستاذ جامعي)
يوليوس أدلر (بالإنجليزية: Julius Adler)‏ هو عالم كيمياء حيوية أمريكي، ولد في 30 أبريل 1930 في Edelfingen ‏ في ألمانيا.